# نيكولاي كوبرنيكوس
نيكولاي كوبرنيكوس (بالدنماركية: Nicolaj Kopernikus)‏ هو ممثل دانمركي، ولد في 9 أغسطس 1967 في الدنمارك.

## أعمال

### مسلسلات
- بلا قلب

## وصلات خارجية
- نيكولاج كوبرنيكوس على موقع IMDb (الإنجليزية)
- نيكولاج كوبرنيكوس على موقع قاعدة بيانات الأفلام العربية
- نيكولاج كوبرنيكوس على موقع ألو سيني (الفرنسية)
- نيكولاج كوبرنيكوس على موقع أول موفي (الإنجليزية)
- نيكولاج كوبرنيكوس على موقع أول موفي (الإنجليزية)
- نيكولاج كوبرنيكوس على موقع قاعدة بيانات الأفلام السويدية (السويدية)
- نيكولاج كوبرنيكوس على موقع قاعدة بيانات الفيلم (الإنجليزية)
- نيكولاج كوبرنيكوس على موقع كينوبويسك (الروسية)